# Il pilota del Mississippi
Il pilota del Mississippi (The Adventures of Mark Twain) è un film del 1944 diretto da Irving Rapper. Narra in modo romanzato la vita di Samuel Langhborne Clemens (ovvero Mark Twain) che, dopo aver lavorato come marinaio sul Mississippi, diventa un famoso scrittore ma anche un conferenziere indebitato.
Il film ha avuto tre candidature all'Oscar: per i migliori effetti speciali, la miglior scenografia e il miglior tema musicale per film drammatico.